# 비상교육
(주)비상교육(VISANG Education, Inc)은 초중고 교과서와 교재 출판을 중심으로 인쇄사업, 이러닝, 영어 및 한국어교육, 유아교육, 에듀테인먼트 사업 등을 펼치고 있는 교육 문화 기업이다.

## 개요
주로 초•중•고 교과서를 출판하고 있으며, 지금까지 발행한 초•중•고 교과서는 1억 1607만 6636부에 이른다. 2016년에는 ‘K 에듀’의 기치를 내걸고 본격적인 해외시장 공략에 나섰다. 2017년 2월 중국을 시작으로 동남아시아, 중남미 국가 등에 영어와 한국어 스마트러닝 제품을 수출하고 있다.

## 연혁

### 1997~2003
- 1997. 12 교육출판 ‘비유와 상징’ 설립
- 1998. 06 중등 국어 <한 권으로 끝내기> 발간
- 2000. 09 고등 국어 <한 권으로 끝내기> 발간
- 2002. 01‘㈜비유와상징’ 법인 전환
- 2002. 05 중등 과학 <오투>, 중등 수학 <개념+유형> 발간
- 2003. 09 고등 과학 <오투>, 고등 수학 <개념+유형> 발간

### 2004~2007
- 2004. 06 비유와 상징 새 CI 선포식
- 2004. 09 중등 내신특강 교재 <내공의 힘> 발간
- 2005. 01 중·고등 자율학습서 <완자> 발간
- 2005. 04 논구술 학습지 <테마별니> 창간
- 2006. 08 독서·토론·논술 전문 학원 <세상을 바꾸는 힘> 오픈
- 2007. 01 중·고등 온라인강의 <수박씨닷컴> 오픈

### 2008~2012 교과서 발행으로 사업 확대
- 2008. 06 유가증권시장(코스피,KOSPI) 상장
- 2008. 07 학력평가기관 ‘비상교평’ 설립
- 2008. 09 학원프랜차이즈 ‘비상ESN’ 설립-중등 종합학원 <비상아이비츠> 오픈
- 2009. 03 중등 교과서 발행 시작
- 2009. 04 ‘비유와 상징’에서 ‘비상교육’으로 사명 변경
- 2009. 05 <완자> 1,000만권, <한끝> 1,500만권 판매 돌파
- 2010. 02 교육그룹 비상, 총 매출액 합계 1,000억원 돌파
- 2010. 04 <개념+유형> 1,000만권 누적판매 돌파
- 2010. 07 초등 온라인강의 <아이수박씨닷컴> 오픈
- 2010. 11 초·중등 수학전문학원 <매쓰캔> 오픈
- 2010. 12 <오투> 1,000만권 누적판매 돌파
- 2011. 01 초등 학부모 교육정보 커뮤니티 <맘앤톡> 오픈
- 2011. 03 고등 교과서 발행시작
- 2012. 02 디지털교과서 선두업체 ‘ESL에듀’ 인수
- 2012. 06 원서형 독해집 <리딩스파크1-6> 출시
- 2012. 12 신개념 수능 사이트 <공부엔진> 그랜드 오픈, 영문 독해서 <독깨비> 출시

### 2013~2017
- 2013. 01 완자 누적판매부수 1,700만권 돌파
- 2013. 02 스마트교수학습서비스 <비바샘> 그랜드 오픈
- 2013. 03 초등 <서술형논술형시업대비문제집> 출간, 비상매쓰캔 가맹학원 1000호점 돌파
- 2013. 08 2009개정 교육과정에 따른 2013년 초등·고등 검인정 교과서 총 27책 합격
- 2014. 01 2009개정 교육과정에 따른 디지털교과서 중학교 사회①, 과학① 합격
- 2015. 10 2016 국정도서 초등과학, 초등통합 과목 발행자 선정
- 2016. 03 2017~2019 국정도서 초등과학 과목 발행자 선정
- 2016. 04 맞춤형 온라인 수학 학습 시스템 <수학 플러스러닝> 론칭
- 2016. 10 초등수학 <개념플러스유형 최상위탑> 출간
- 2016. 11 학원용 중등 영역별 스마트 영어 프로그램 <VIEW> 출시
- 2017. 02 유아영어프로그램 <윙스>, 중국 ‘신동방교육과학기술그룹’과 중국 현지 서비스를 위한 본 계약 체결
- 2017. 07 초등 온라인 학습 업체 <와이즈캠프> 인수
- 2017. 11 중국 에듀테크 기업 후지앙과 ‘한국어교육 콘텐츠 공급 계약’ 체결, 잉글리시아이 ‘2017 일본 이러닝 어워드’ 글로벌 특별상 수상

### 2018~현재
- 2018. 02 중국 영어교육업체 타임조이와 <잉글리시아이> 수출 계약 체결
- 2018. 07 초등 과학 동화 <기똥찬 남매의 어쩌다 과학모험> 시리즈 출간
- 2018. 07 초·중등 자기주도 영어 학원 브랜드 <잉글리시아이>, 1000호점 달성
- 2018. 09 유아영어프로그램 <윙스>, 베트남 영어 교육 기업 ‘E-English’와 수출 계약 체결
- 2018. 10 <마음 교과서> 개발 및 시범교육 실시
- 2018. 12 여성가족부 선정 ‘가족친화 우수기업’ 대통령 표창 수상
- 2018. 12 초중고 과학교재 <오투>, 2018 잇어워드 시각디자인 본상 수상
- 2019. 02 교과서·교재, 'iF 디자인 어워드 2019' 본상 수상
- 2019. 04 에듀테크 솔루션 기반 최초의 한국어 학습 서비스 ‘클라스(KLaSS)’ 론칭
- 2019. 05 잉글리시아이, 베트남 교육기업 에이팩스홀딩스(APAX Holdings)와 수출 계약 체결
- 2019. 06 교재∙교과서, 이탈리아 ‘2019 A 디자인 어워드’ 골드·실버·브론즈 수상
- 2019. 06 KOICA 포용적 비즈니스 프로그램(IBS) 파트너 기업 선정
- 2019. 10 2020~2022 국정도서 초등수학 과목 발행자 선정
- 2020. 05 대만 방언 문화 출판사에 <기똥찬 남매의 어쩌다 과학모험> 판권 수출
- 2020. 05 이탈리아 A 디자인 어워드 골드·실버·아이언 수상 (교과서&교재)
- 2020. 06 트램펄린 파크 ‘점프스카이’(JUMPSKY) 오픈
- 2020. 07 유아영어 프로그램 <윙스> 미얀마 수출
- 2020. 09 2020 에듀테크 코리아 어워드 교육부 장관상 수상
- 2020. 11 유아영어 프로그램 <윙스> 카타르 수출
- 2020. 12 사이버 한국어 어학당 플랫폼 사업 시작
- 2020. 12 영어 교육 프로그램 'ELiF', '챌린지' UAE, 이집트 수출
- 2021. 01 베트남 출판기업 알파북스와 교육 출판물 개발 협력 MOU 체결
- 2024. 03 본사를 서울특별시 구로구 구로동 서울디지털국가산업단지에서 경기도 과천시 갈현동 과천지식정보타운으로 이전

## 사업분야

### 출판교육서비스
- 비상교과서
- 비상교재
- 비바샘

### 에듀플랫폼
- 수박씨닷컴
- 와이즈캠프
- 마스터토픽
- 마스터코리안
- 디지털교과서
- AllviA 올비아

### 유아/영어교육
- ELiF 엘리프
- Wings! 윙스
- EBS누리샘
- 챌린지
- 액션알파벳
- 잉글리시아이
- 세상을바꾸는힘

### 교원연수/학부모교육
- 비바샘
- 비바샘 원격교육연수원
- 맘앤톡

### 학원/입시정보
- 수학플러스러닝
- 비상모의고사
- 비상아이비츠
- TESOM 테솜

### 교육문화체험
- 점프스카이

## 같이 보기
- 좋은책신사고
- 천재교육
- 동아출판
- 와이즈캠프
- 수박씨닷컴